# انسداد مجرى الحليب
هو انسداد في مجرى أو اثنتين من التي تحمل الحليب إلى الحلمة بهدف الرضاعة الطبيعية. الأعراض هي الشعور بخدرٍ خفيف في الثدي، مع احمرار في الجلد. سبب انسداد مجرى الحليب هو فشل في سريان الحليب ليخرج من الثدي. قد يكون هذا نتيجة الرضاعة غير المنتظمة أو عدم إلصاق الطفل فمه بالحلمة بإحكام أو ارتداء الملابس الضيقة أو ورم في الثدي. أحيانًا يسد الحليب الكثيف مجرى الثدي. يمكن إصلاح انسداد مجرى الحليب عن طريق إزالة الحليب ومعالجة السبب المؤدي إلى الانسداد.
يمكن نصح الأم بتركيز الرضاعة في الثدي المسدود مع تدليكه بلطف أثناء إرضاع الطفل. ترتاح الأمهات حين يضعن كمادات دافئة على الثدي، وأيضًا حين يغيرن وضع الطفل (أمام أجسادهن أو تحت أذرعهن). أحيانًا بعد عمل تدليكٍ خفيف يخرج من الحلمة خيط رفيع من الحليب المكثف يتبعه سيل كثير ثم راحة سريعة في المجرى المسدود.
يمكن أن يكون انسداد مجرى الحليب بسبب وجود بثرة. وهذا قد يسبب التهابًا في الثدي.